# Lom

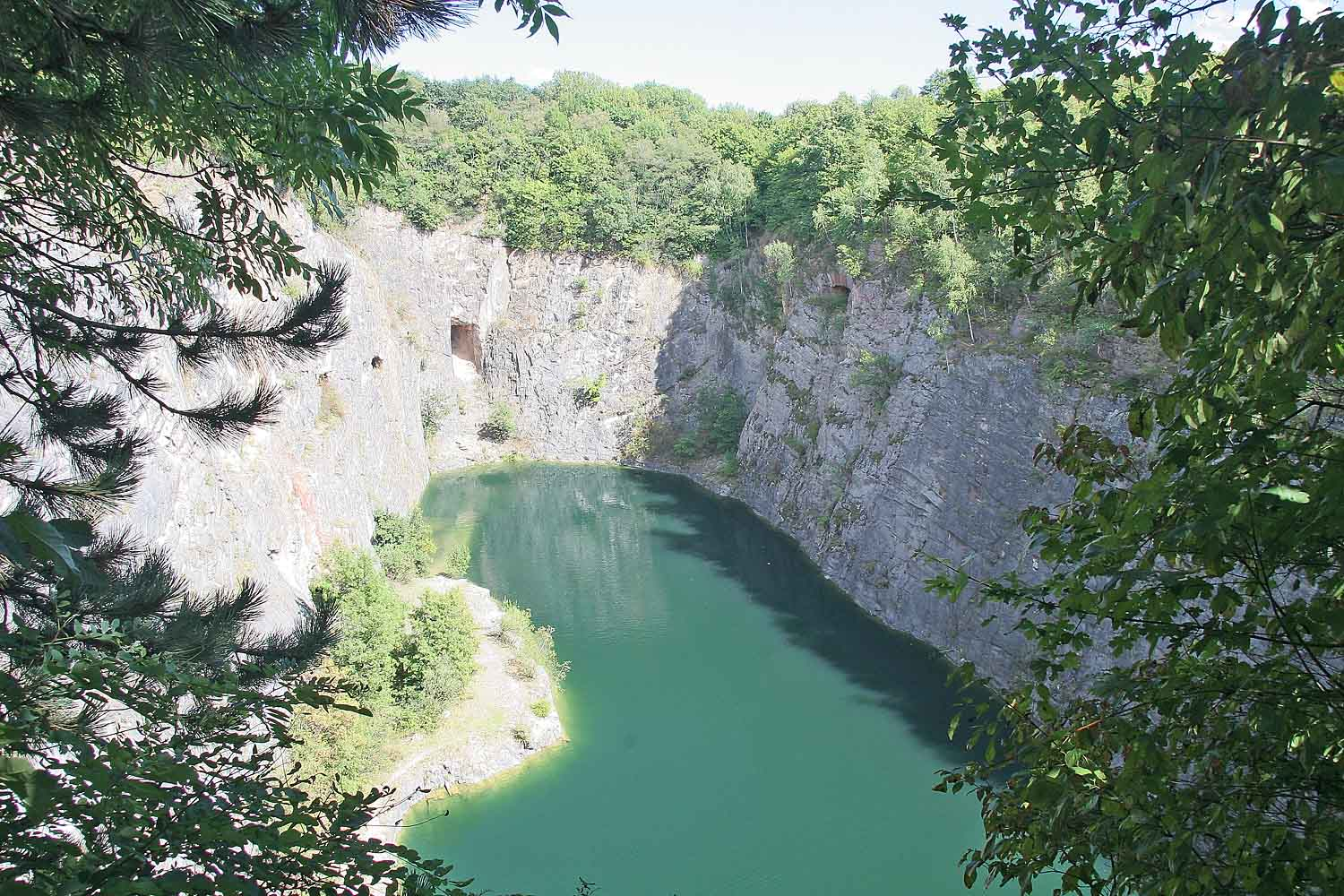
Zaplavený vápencový lom Malá Amerika nacházející se v Českém krasu

Lom je důl, který slouží k získávání kamene či jiných nerostů. Lomy jsou zpravidla na povrchu, existují ale i podzemní lomy.

## Charakteristika
Lomy většinou slouží k získávání stavebního materiálu nebo těžbě nerostných surovin (hnědé uhlí, kaolin, bentonit, rašelina). Materiál, který je z lomů získán, je často přímo u lomu různě upravován. Nejčastěji je drcen a tříděn, aby byl vhodný pro různá použití. Může se jednat například o štěrk, který slouží jako výplňový materiál ve stavebnictví. Také se těží třeba kvalitní kámen, který je rozřezáván na vhodné kvádry nebo desky různých velikostí vhodných pro dekorativní účely.

## Příklady stavebních materiálů těžených v lomech
- žula
- vápenec
- břidlice
- lupek
- kaolin
- pískovec
- mramor
- droba

Po ukončení těžby bývají lomy zpravidla rekultivovány, a to buď zavezením nebo se zaplavením vytvoří umělé jezero. Příkladem zaplavených lomů je lokalita Amerika.

## Specializované lomy
Specializovanými lomy nebo povrchovými doly jsou i pískovny, kaolinové doly a hliniště pro těžbu cihlářské hlíny.